# Xams al-Din Siraj Afif
Shams al-Din Siraj Afif fou un historiador indi musulmà del sultanat de Delhi, nascut vers 1350 i mort en data desconeguda. Escrivia a finals del segle xiv. La seva obra més notable és la Tarik Firuz Shah. Pel contingut l'hauria escrit després del 1390.